# Girardville, Pennsylvania
Girardville är en ort i Schuylkill County i delstaten Pennsylvania, USA.